# Manuel Blanco Ramos
Manuel María Blanco Ramos conocido como Manuel Blanco, fray Manuel Blanco, fr. Manuel Blanco o padre Blanco (Navianos de Alba, Zamora, 1779 - Manila, 1845) fue un eclesiástico y botánico español. Autor de segunda generación de la Escuela Universalista Española del siglo XVIII.

## Biografía

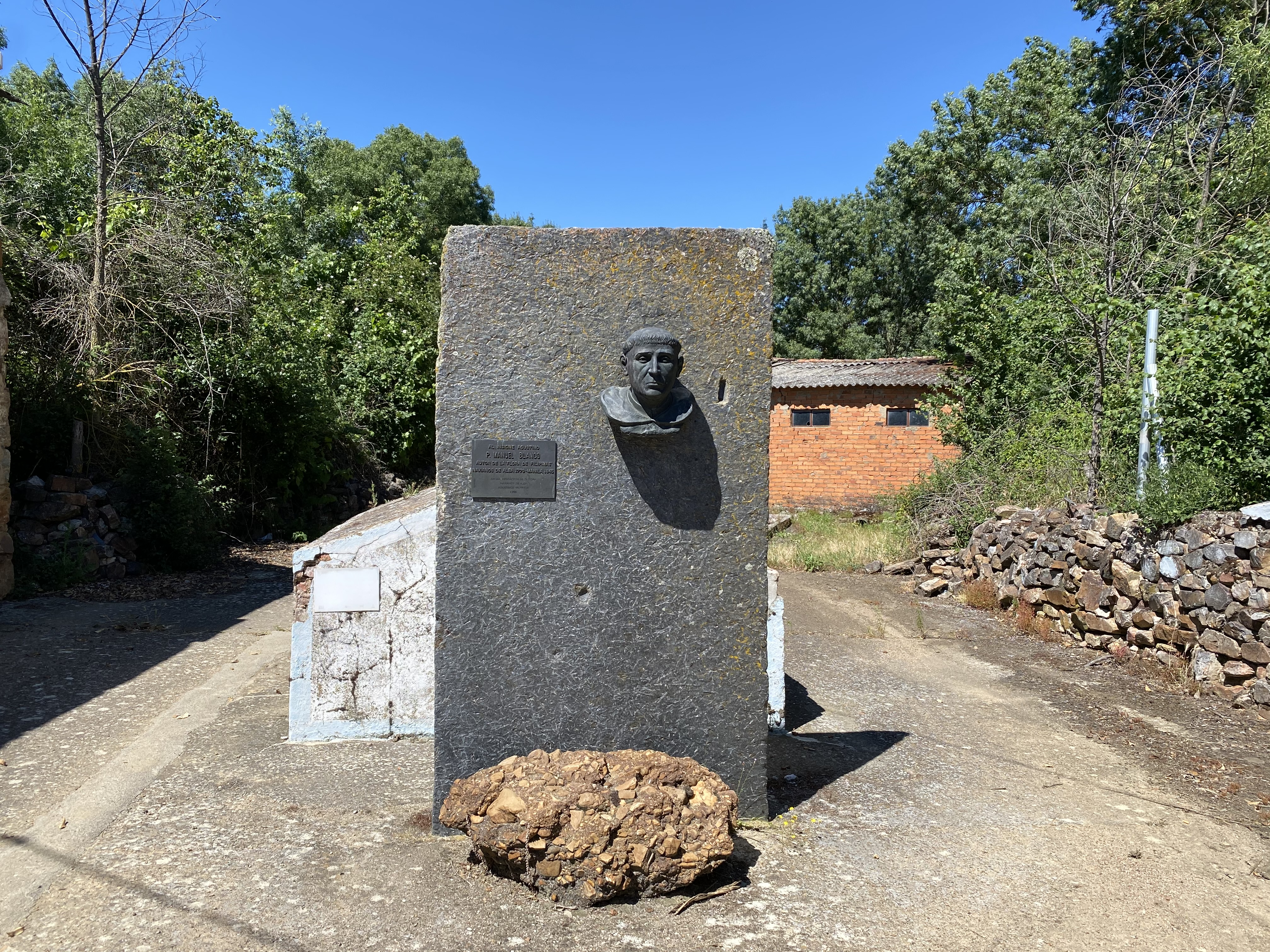
Busto a Manuel Blanco en Navianos de Alba, su pueblo natal.

Profesa en la orden de los Agustinos. Se le envía como primer lugar de destino a Angat en la provincia de Bulacán, Filipinas. Ocupa distintas funciones y obtiene, hacia el final de su vida, la función de delegado de su orden en Manila, viajando mucho a través de todo el archipiélago. Es el autor de una flora de Filipinas, Flora de Filipinas según el sistema de Linneo (Manila, 1837, republicado en 1845). Celestino Fernández Villar (1838-1907) hará aparecer, de 1877 a 1883, una actualización de esta obra.

## Honores

### Eponimia
- La revista de botánica Blancoana publicada por el departamento de botánica de la Universidad de Jaén.

Géneros
Carl Ludwig Blume (1789-1862) le dedica Blancoa  de la familia de las Palmae.
En 1840, John Lindley nombra a Blancoa canescens Lindl. de la familia Haemodoraceae.

## Obra
- Flora de Filipinas, 1837Asplenium nidus de la obra, Atlas II

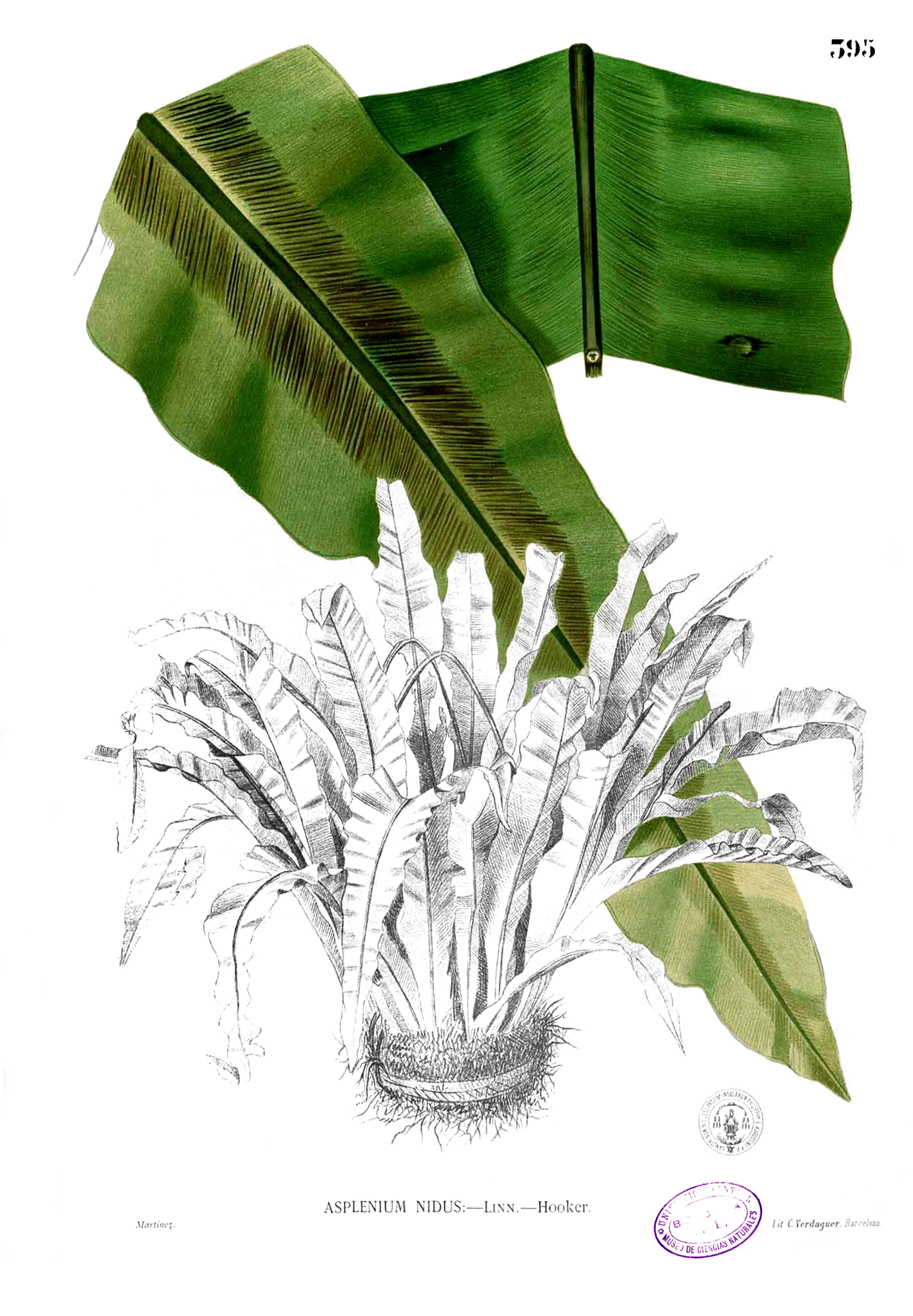
Asplenium nidus de la obra, Atlas II

- Flora de Filipinas, según el sistema sexual de Linneo... (ed. 2), 1845
- Flora de Filipinas por el P. Fr. Manuel Blanco augustino calzado.. (3ª ed.), 1883

- Tomo Primero (1877)
- Tomo Segundo (1878-79)
- Tomo Tercero (1879)
- Tomo Cuarto (1880-83)
- Atlas I
- Atlas II

## Ediciones, traducciones y estudios deFlora de Filipinas
- Rafael Lazcano, Tesauro Agustiniano. ISBN: 978-84-09-08168-4. Vol. III, p. 290-301.

- La abreviatura «Blanco» se emplea para indicar a Manuel Blanco Ramos como autoridad en la descripción y clasificación científica de los vegetales.[9]